# 謀書
謀書（ぼうしょ）とは、近代以前の日本において、公私の文書を偽造することもしくはその文書のこと。
謀書とともに、文書に据えられる花押・印章が併せて偽造されることがあり、偽造された花押・印章のことを謀判（ぼうはん）と呼び、謀書とセットにされる場合がある。

## 概要
律令法においては、詐偽律に文書偽造に関する一連の規定があり、例えば詔の偽造を行った場合には遠流にされるなど各種の規定が設けられていた。もっとも、平安時代後半には適用されなくなり、12世紀の明法書である『法曹至要抄』では、公私を問わず文書一般を「謀書」と呼び、盗犯に準じる拘禁刑としている。平安時代後期には明法家や先例や故実に通じた官人の中に一定の真贋鑑定技術を身につけた者も登場した。
鎌倉時代に入ると、所領・所職に関する訴訟などで、当事者が保有する各種の証文などの文書類が訴訟における有力な証拠とみなされたために、法廷の内外を問わず謀書が作成されるようになった。ただし、この場合、「謀書」であるかどうかが問題になるのは、正式な文書とされる正文（しょうもん）に関してであり、草案・写本として作成された案文には訴訟における証拠能力が著しく劣る（案文単独では証拠として認められない）とされていたため、問題とされることはなかった。中世の訴訟における文書主義（文字情報による記録・伝達・保管を重視する考え）の興隆は大量の文書偽造を生み出す原因となった。源頼朝が健在であるにもかかわらず、彼の命令によって出される筈の「右大将家政所下文」の偽物が既に出回っていた事件や、伏見宮貞成親王（当時の後花園天皇の実父）と家司の田向長資（後の権中納言）が部下のために実在の蔵人の名前を用いて補任状
を偽造した事件などは当時の社会から見れば氷山の一角であった。
鎌倉幕府は御成敗式目第15条に「謀書罪科（ぼうしょのざいか）条」を設け、謀書犯が侍の場合は所領没収（所領が無ければ遠流）、凡下の場合は顔に火印を押すこととされ、犯人の要求で実際に謀書を作成した者も同罪とされた。また、訴訟の当事者が相手方の文書を謀書であると告発した場合、訴訟担当の奉行人は当該文書の裏面に告発の事実を記載して署判を据える。これを裏封（うらふう、「裏を封ずる」の略）と称するが、審査の結果、告発が事実とされた場合には、奉行人が文書の裏面に文書の無効を宣言する文言が書き加えられ、虚偽とされた場合には、前述の「謀書罪科条」によって告発者が神社仏寺の修繕費用を命じられ、それが出せない場合には追放に処せられた。
中世において、謀書か否かを判断する基準としては、
- 文書の形式上の問題…文書の留書・判形・干支・年号など、書式上の問題の有無。
- 類書・類判との比較…問題の文書の作者とされる人物が書いたことに異議のない他の文書を取り寄せて比較し、筆跡・判形が同一のものかどうかを確認する。
- 文書の内容上の問題…文書の内容において既知の事実との矛盾や自己矛盾が存在しないかなど、内容上の問題の有無。

などの方法で判断されたと考えられている。
鎌倉幕府のこの方針は室町幕府でも継承され、更に公家法や戦国大名の分国法（『塵芥集』『六角氏式目』など）、そして江戸幕府の法令にも取り入れられ、かつ死罪・獄門刑の導入などの厳罰化の方向に進んだ。例えば、『六角氏式目』第41条では謀書を「死罪流罪」とし、江戸幕府が定めた『公事方御定書』第62条では「引廻之上獄門」とされていた。もっとも、織田政権・豊臣政権から江戸幕府の成立に至る過程でそれまでの多くの権威・権益が否定された結果、由緒や正当性を付与するために文書を偽造する必要性の多くが失われた。代わって、芸術的な価値がある古写本や古筆切などの偽文書が作成されるようになる。こうした動きの中で訴訟における文書鑑定の技術も衰退し、文書鑑定の担い手も古写本や古筆切などを鑑定を行う古筆家など商売としての文書鑑定が主流になり、古代・中世の謀書の鑑定によって培われてきた文書鑑定の技術蓄積は近代の古文書学に生かされる事がないまま失われる結果となった。